# John Klemmer
John Klemmer (Chicago, 3 luglio 1946) è un sassofonista, compositore e paroliere statunitense.

## Biografia
È nato a Chicago, Illinois ed ha iniziato a suonare la chitarra a 5 anni ed il sax contralto a 11. I suoi primi altri interessi includono arti grafiche e visive, writing, danza, spettacolo di burattini, disegno, scultura e poesia. Ha studiato all'Art Institute of Chicago e ha cominciato a suonare in tour con varie "big band fantasma" locali del midwest (Les Elgart, Woodrow Charles Herman) e anche a suonare con piccole band locali di jazz e rock. 
Dopo essere passato al sax tenore alle scuole superiori, Klemmer ha partecipato alla scena Jazz di Chicago, suonando con piccoli gruppi commerciali e big band finché non ha condotto la sua carriera solista con la sua band e nei tour. Klemmer ha un vasto curriculum di studi musicali, prendendo lezioni, sin da bambino, private e al college di pianoforte, direzione d'orchestra, armonia, teoria musicale, composizione musicale, arrangiamento, clarinetto, flauto e sax sia negli studi classici che in quelli jazz. Ha studiato sax e improvvisazione jazz con il noto sassofonista e maestro di Chicago Joe Daley.
Ha frequentato il prestigioso National Music Camp a Interlochen. L'anno del suo diploma alle scuole superiori, Klemmer è stato ingaggiato dal produttore Edmond Edwards alla Cadet/Chess Record, alla fine registrò cinque album, sempre con la Cadet/Chess, incluso il suo innovativo album di hit (co-prodotto dall'ex-produttore dei Rolling Stones, Marshall Chess).Questo album è considerato da molti come il primo del genere jazz/rock fusion; gli album seguenti introdussero innovativi ritmi rock, suoni e tecniche di produzione e in cui fecero la loro prima apparizione gli effetti elettronici applicati al sassofono, in particolare l'utilizzo del delay che da allora diventò il suo marchio di fabbrica.
Klemmer ha guidato il suo gruppo in tour negli USA ingaggiando i migliori turnisti di Chicago come Jodie Christian, Wilbur Campbell e Cleveland Eaton, inoltre di tanto in tanto si esibiva insieme a buoni amici come gli artisti jazz Eddie Harries e Oscar Brashear, l'arrangiatore Les Hooper e artisti rock come James William Guercio (più tardi produttore di Blood, Sweat & Tears and Chicago) e vari artisti rock come il chitarrista Harvey Mandel. Klemmer ha fatto il suo primo PBS speciale per la WTTW TV Chicago. Lui era soltanto un impegnato turnista, esplorante tutti i generi musicali.